# Diou (Indre)
Diou ist eine französische Gemeinde mit 259 Einwohnern (Stand: 1. Januar 2022) im Département Indre in der Region Centre-Val de Loire; sie gehört zum Arrondissement Issoudun und zum Kanton Levroux. Die Einwohner werden Divins genannt.

## Geographie
Die Gemeinde Diou liegt an der Théols an der Grenze zum Département Cher, elf Kilometer nördlich von Issoudun und 37 Kilometer westsüdwestlich von Bourges. Umgeben wird Diou von den Nachbargemeinden Reuilly im Norden, Lazenay im Nordosten und Osten, Migny im Osten und Südosten, Sainte-Lizaigne im Süden sowie Paudy im Westen.

## Bevölkerungsentwicklung
| Jahr                       | 1962 | 1968 | 1975 | 1982 | 1990 | 1999 | 2006 | 2013 |
| Einwohner                  | 311  | 261  | 236  | 215  | 212  | 235  | 270  | 245  |
| Quellen: Cassini und INSEE |      |      |      |      |      |      |      |      |

## Sehenswürdigkeiten

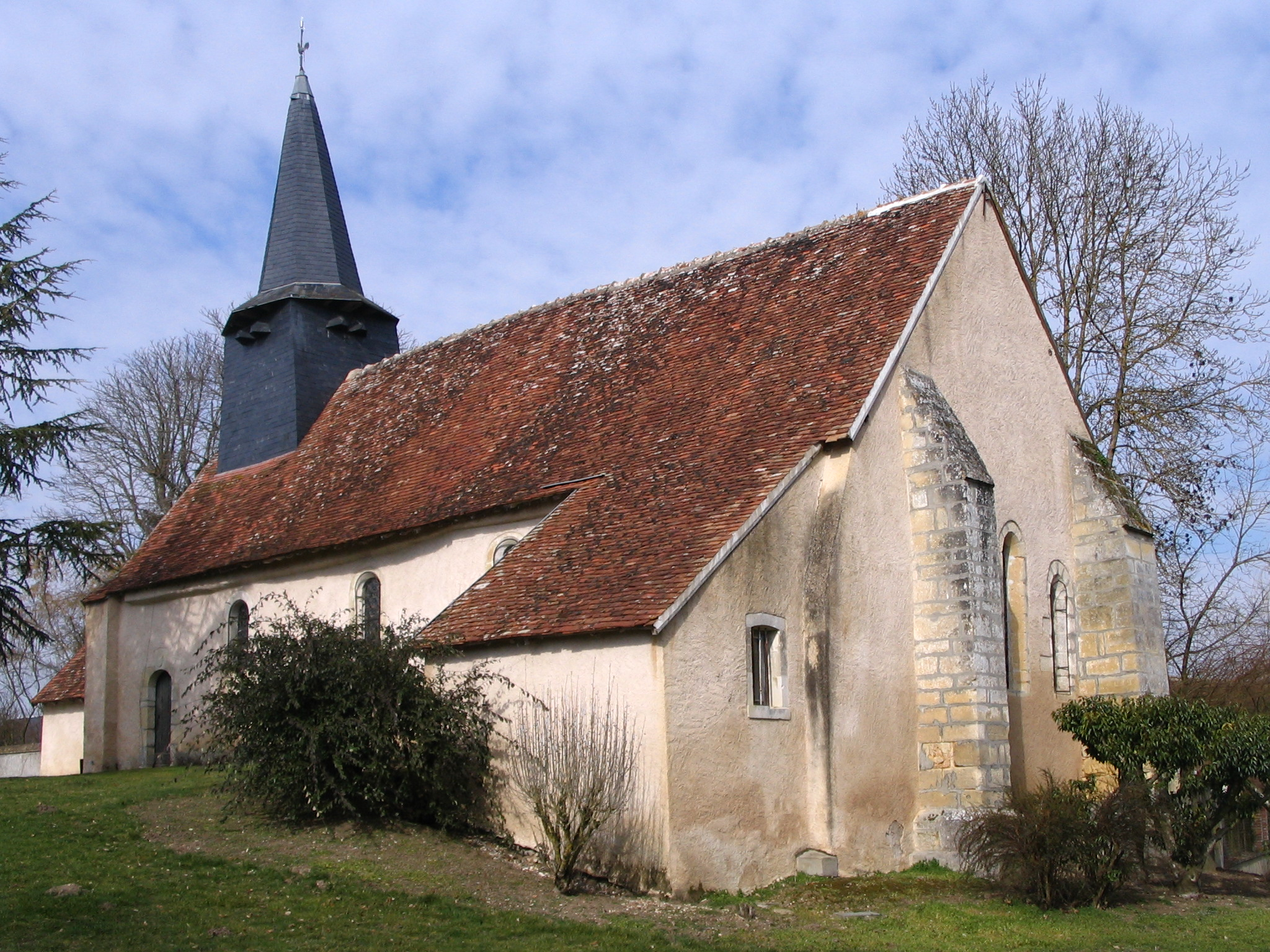
Kirche Saint-Clément
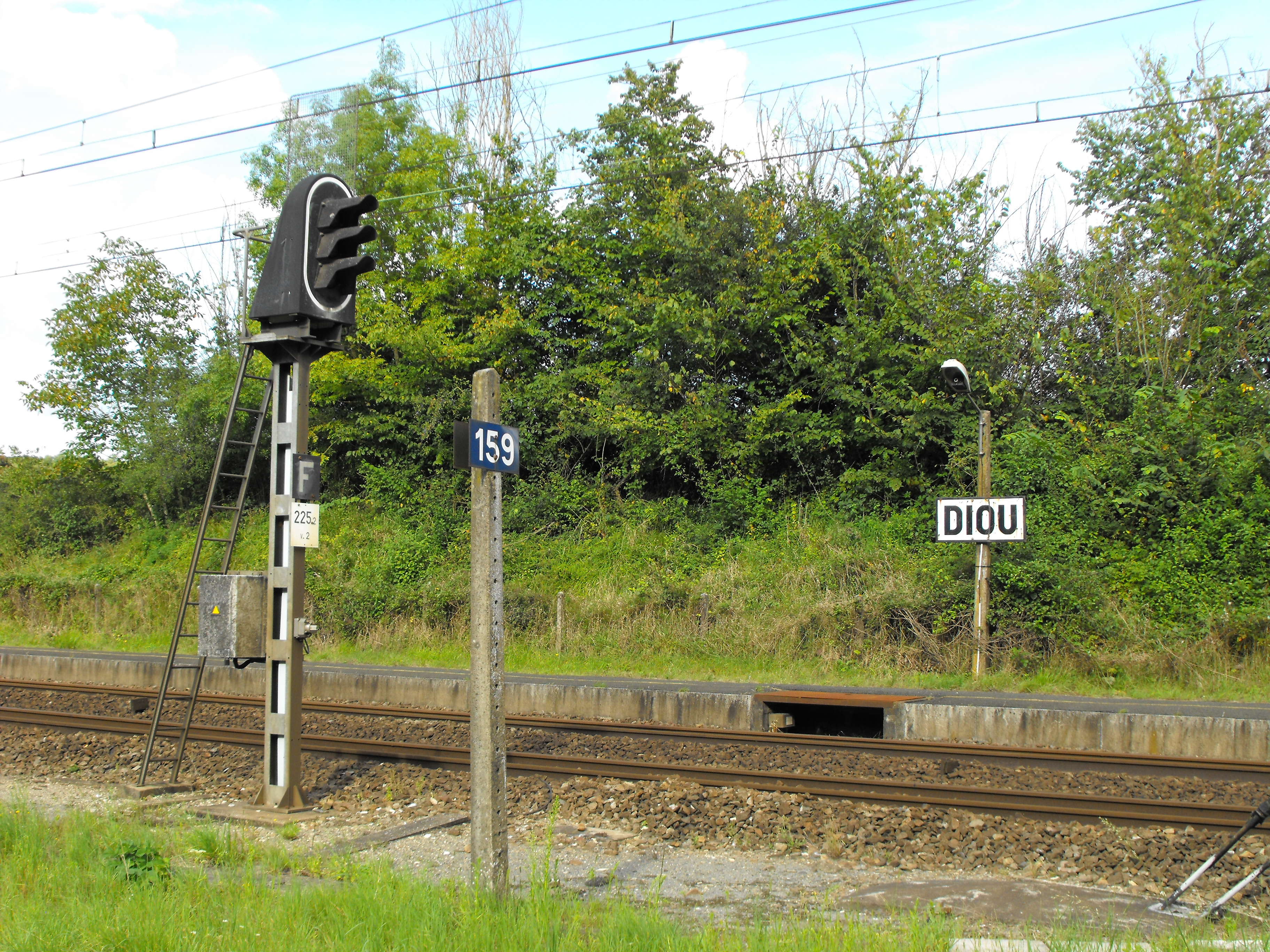
Bahnhalt Diou
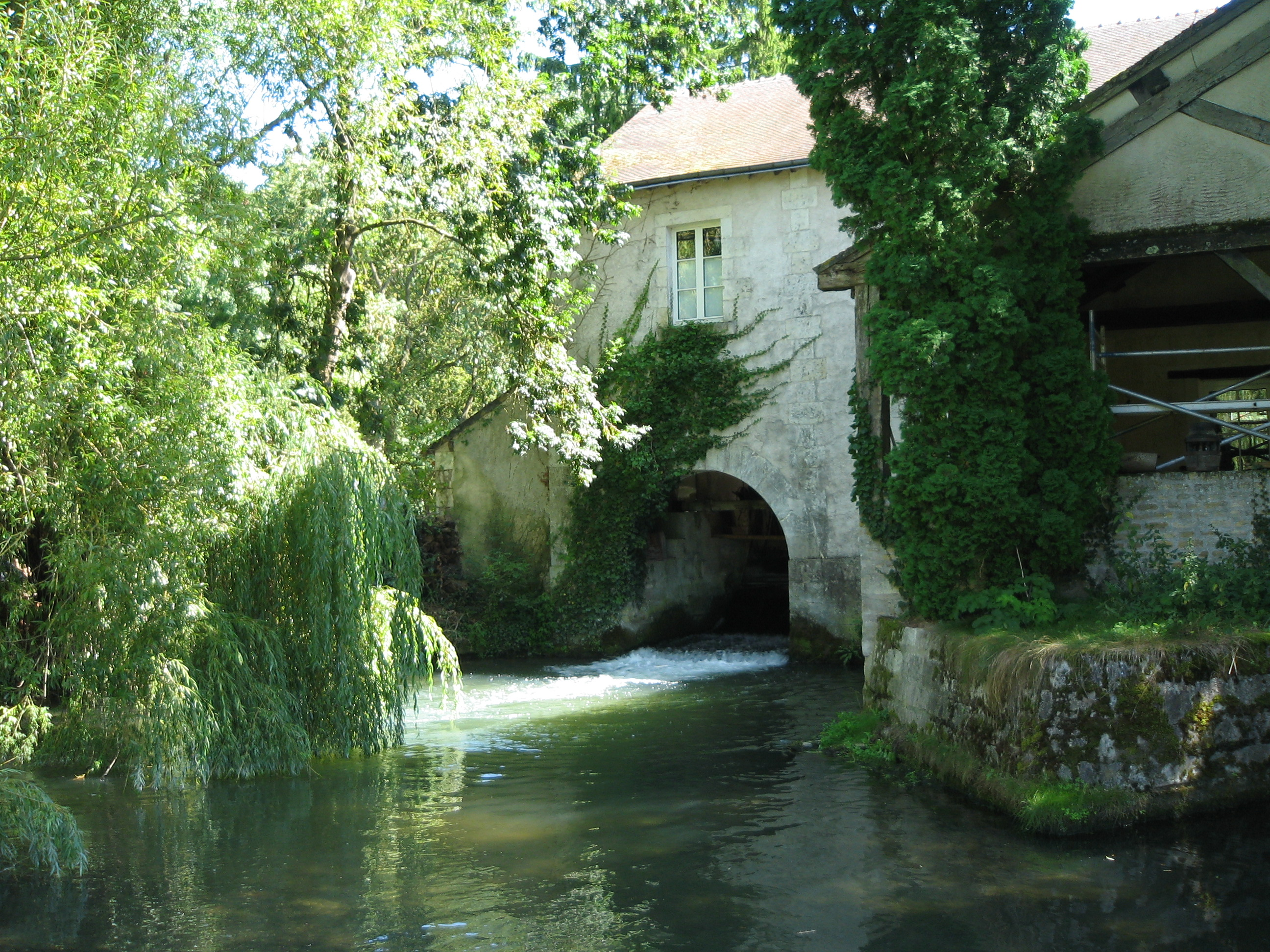
Wassermühle

- Wasserturm

- Kirche Saint-Clément
- Bahnhalt Diou
- Wassermühle